# NGC 3469
NGC 3469 é uma galáxia espiral barrada (SBab) localizada na direcção da constelação de Crater. Possui uma declinação de -14° 18' 01" e uma ascensão recta de 10 horas, 56 minutos e 57,6 segundos.
A galáxia NGC 3469 foi descoberta em 7 de Maio de 1836 por John Herschel.